# Кражанте
Кража́нте (лит. Kražantė) — река в Литве, протекает по Жямайтской возвышенности в Кельмеском районе Шяуляйского уезда на северо-западе страны. Правый приток верхней Дубисы.
Длина реки составляет 87 км. Площадь водосборного бассейна — 378 км². Средний уклон — 1,03 м/км. Скорость течения в низовье — 0,2—0,3 м/с. Средний расход воды в устье — 3,52 м³/с.
Кражанте начинается около деревни Вашиленай. В верхней половине течёт в основном на юго-восток, в нижней — на северо-восток. Впадает в Дубису около деревни Бурбайчяй северо-восточнее города Кельме.
В 24,2 км от устья на Краженте построена Кельмеская ГЭС мощностью 60 кВт, плотина которой образует водохранилище площадью 4,8 га.